# Karlo Andrija Avelin Ćepulić
Avelin Ćepulić (1820. – 1869.), hrvatski sudac, političar iz Bakra.
Jedan je od članova Riječkog kvarteta, predstavnik riječkog hrvatskog kulturnog kruga. Velik dio života bio je u Rijeci sudski službenik. Isticao se kao vrstan poliglot, darovit novinar i dobar govornik. Bio je vrlo aktivan član Narodne Čitaonice Riečke, te neko vrijeme redoviti riječki dopisnik Gajevih Narodnih novina.  Bio je član Hrvatskog Sabora i djed Avelina Ćepulića.